# Murri
Cet article concerne Le condiment murri. Pour l'homme politique italien, voir Romolo Murri. Pour les autres significations, voir Murri (homonymie).

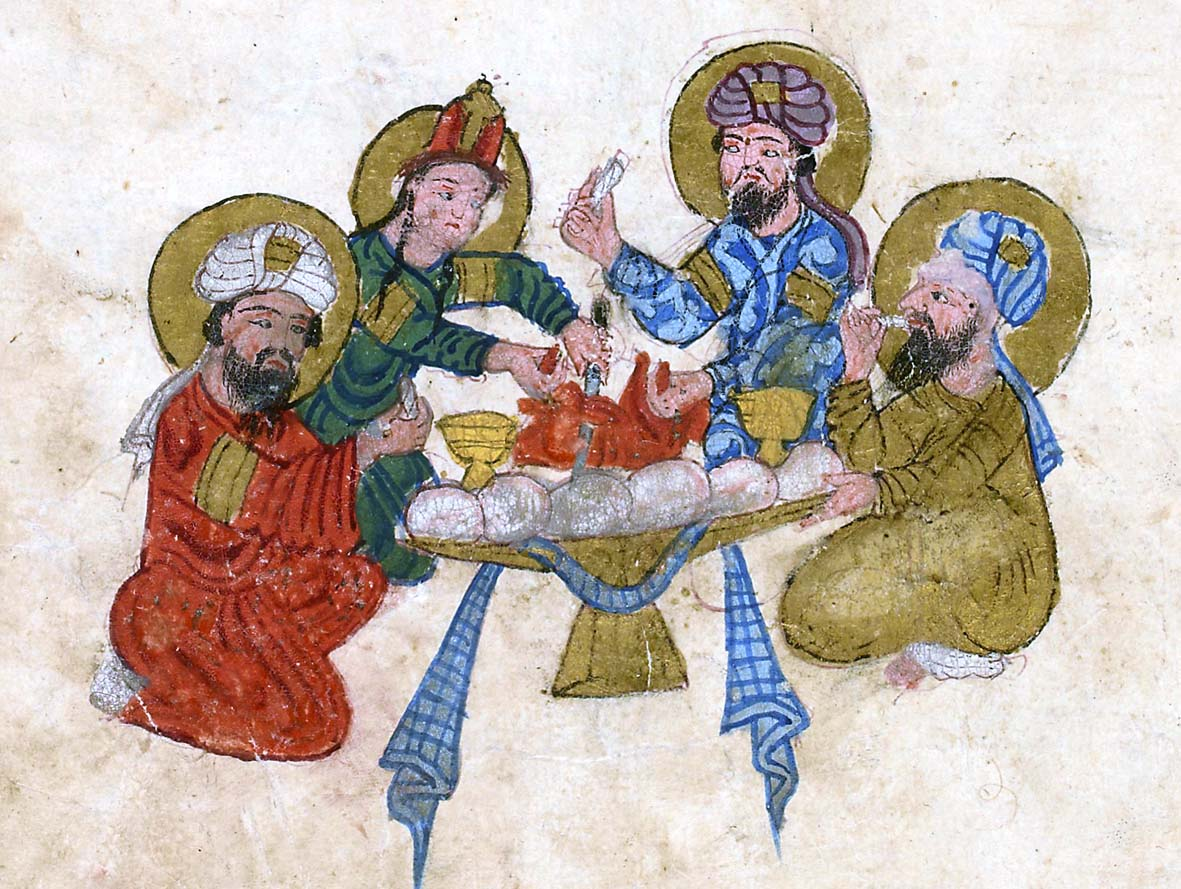
Repas dans les Maqâmât d'Aboû Moḥammad al-Qâsim Bnf arabe 3929

Le murrī était un condiment fermenté à base de farine de blé ou d'orge fréquemment employé dans les cuisines arabo-andalouse du Moyen Âge. Il évoque dans sa diversité le gout de cette gastronomie pour les épices et aromates méditerranéens et orientaux. 

## Composition
Abulcasis serait le premier auteur à donner la recette du murrī, décrit comme garum végétal. Ibn Razin al-Tuyibi (vers 1227 Murcie - 1293 Tunis) dans son Fadalat al Khiwan fi tayybat at-ta’am Wa l-alwan (Les délices de la table et les meilleurs genres de mets) écrit entre 1238 et 1266 donne 11 recettes de murrī, ce qui permet de se faire une idée de ce qu'il était comme l'écrit Catherine Guillaumond,. Comme la sauce de soja, il résulte de la fermentation pendant plus de trois mois (40 jours selon l'interprétation de Perry) pour les murrī de qualité de pâtons fermentés de céréales (en boules et pâtons nommés jamájim, budhaj avec au centre une feuille de figuier ) émiettés dans une saumure aromatisée et épicée . La fermentation est améliorée par des filtrages, des expositions au soleil. Jean-Michel Laurent (qui traduit murrī par garum) écrit que la céréale est un blé de préférence à l’orge chez l'Anonyme andalou et l'inverse chez Ibn-al-Razî, il donne une liste d'aromates: nigelle (obligatoire), thym, origan, fenouil, anis, bois de pin, musc, camphre, safran, moutarde,. 
En vérité les assaisonnements de la cuisine arabo-andalouse médiévale étaient nombreux et variés. Charles Perry dans sa traduction de La description des aliments familiers ( Kitab Wasf al-At'ima al-Mu'tada) avait donné une recette de murrī à partir d'orge pétri avec du sel qui s'est avérée irréalisable par Adrianna Stothard qui à son tour en a donné sa version à base d'orge possible et crédible. Il a aussi existé des versions du murrī à base de poisson salé, comme le garum romain, ce qui permet à Lilia Zaouali de les comparer au nuoc-man . Le murrī al-ḥūt est à base de poisson et de jus de raisin fermenté . 

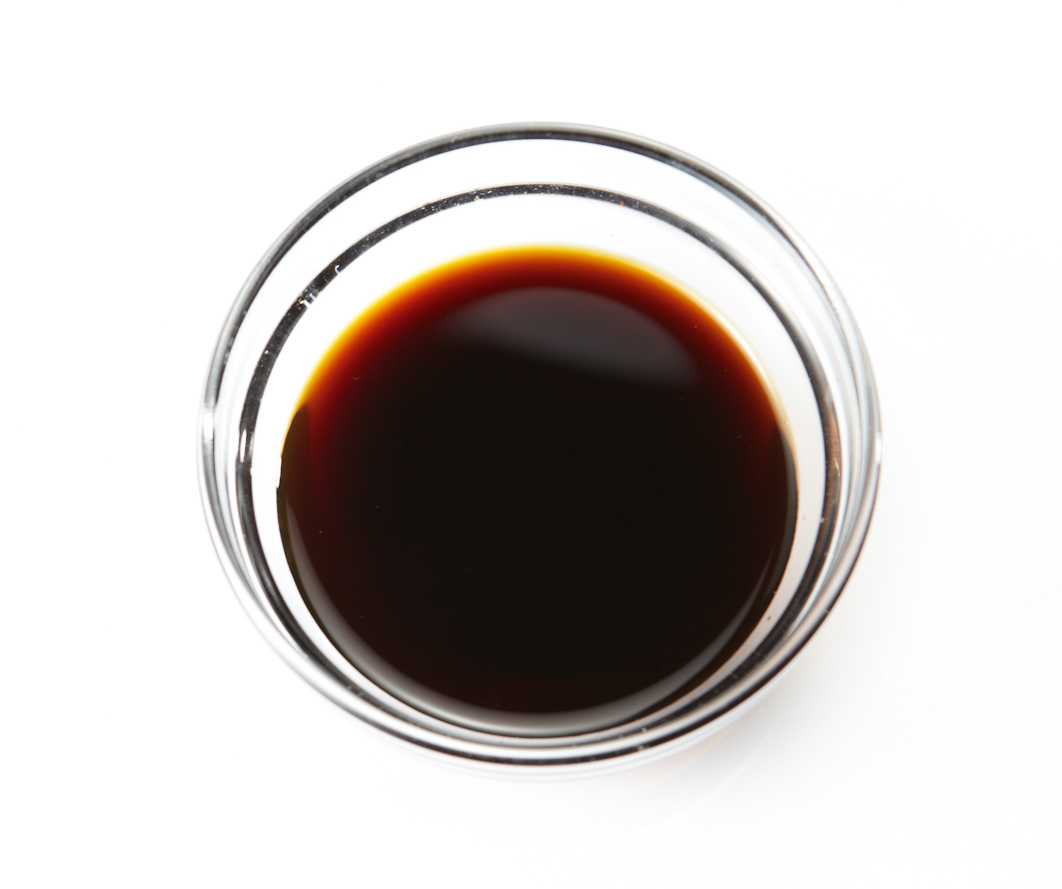
A la différence de la sauce soja ou du garum, le murri était aromatisé des saveurs d'Al-Andalus, dont la nigelle

Le terme murrī est ou non suivi de macéré (-morrí al-naqí’). Il s'agirait d'une macération (une vingtaine de jours) dans l'huile d'olive .  
Il existait diverses qualités de murri : le murrī supérieur (murrī ra's: murri de tête, de premier choix) à la «saveur délicate» est très loin des murri de jus de raisin aux épices et du murri de pain grillé et de miel (certains murri sont donnés faits avec des dattes), que l'Anonyme Andalou déconseille formellement d'utiliser et qui correspond au murrī byzantin,. 

## Dénomination
Le mot arabe al-murrī dériverait du latin muria, qui était un garum de thon,, d'où l'espagnol almuri ou almori . Lucie Bollens-Halimi explique que le garum de poisson lentement macéré s’est intégrée au XIIe siècle à un ensemble des almori castillan, ibérique mais terrien (au miel, rôti) qui n'étaient pas fait de poisson. Le murrī aurait selon elle, pour les andalous la même valeur que le garum de poisson . 

Le murrī fait partie des Mà' al-kàmakh, kazakh (persan kameh): condiment - tout ce qui est macéré. Le mélange de céréale (budhaj) avec du lait connait aussi de nombreuses déclinaisons (kàmakh rouge, vert, aux câpres) sans parler d'un éventail d'aromates (ail, cumin, pétales de roses...) .

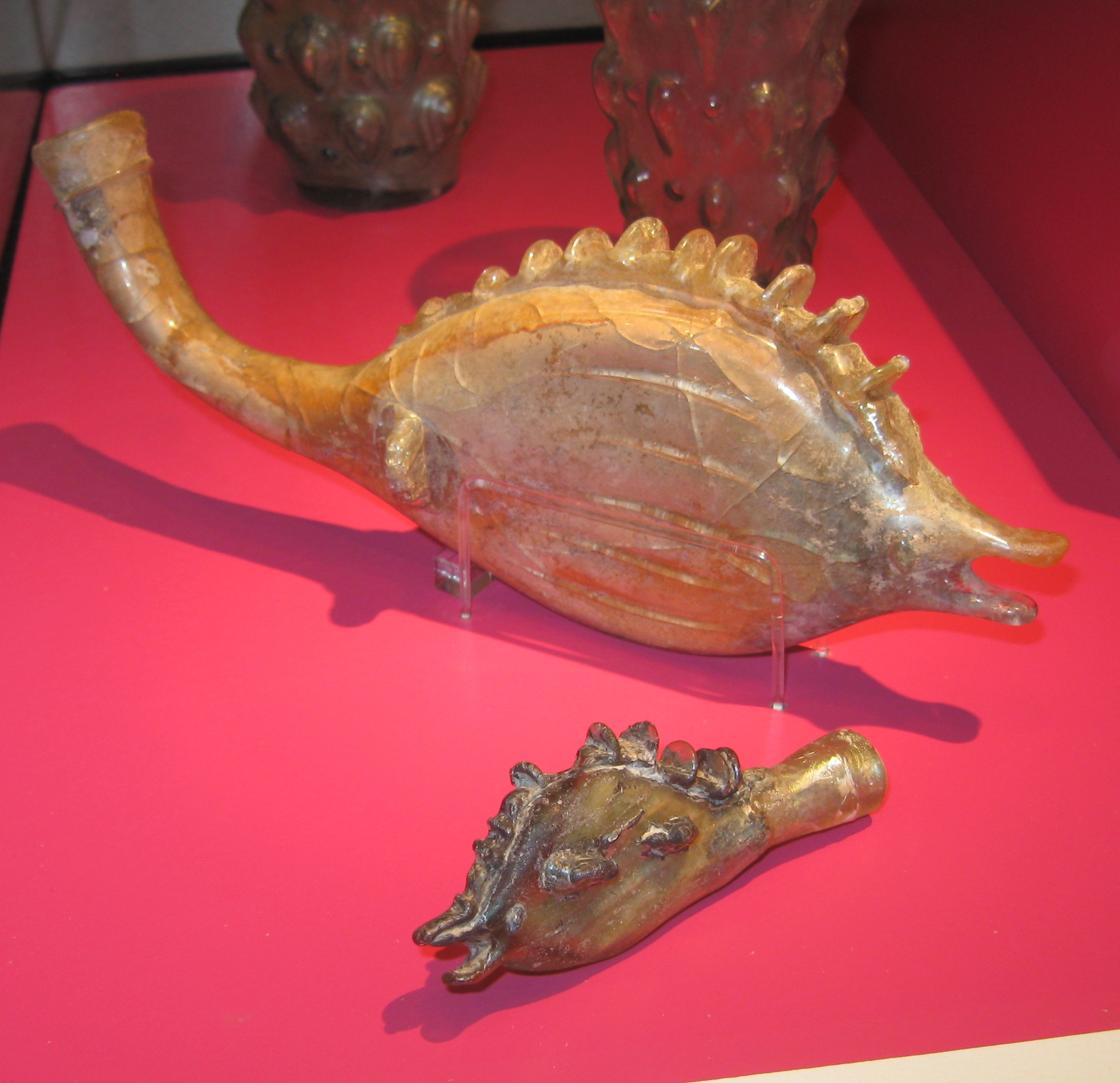
Flacons romains pour le garum (Musée de Cologne)

## Histoire
Tom Jaine émet l'hypothèse que le murrī est une adaptation perse du garum gréco-byzantin dans un environnement pauvre en poisson . C'est là que les arabes l'aurait rencontré à l'occasion de l'abondant commerce des épices. Il est attesté en Irak et on peut mentionner le sumérien bâru, proche de kisimmu, tous deux fermentés et épicés d'ail chez Jean Bottéro,. Abd-el-Razzaq donne le garum nabatéen à base d’orge comme le moins dense, celui de froment était meilleur que celui d’orge. Le garum de pain en galettes ou pâton serait typique de la Péninsule ibérique . Lilia Zaouali fait remonter l'origine au sikku (mésopotamien siqqu) sous l'empire d'Akkad .   
Le murri est surtout utilisé aux XIIe siècle et XIIIe siècle dans la cuisine andalouse, il est signalé dans les cuisines byzantine et berbère,. Selon Ibn Halsun, il est très ancien. Le murri (de qualité) est un condiment réservé à une cuisine de luxe, il existait à Ceuta des professionnels spécialistes dans sa fabrication qui se rendaient chez les habitants aisés pour en produire de grandes quantités.   
Selon Charles Perry la recette du murri traduite en latin par Jambobinus de Crémone (XIIIe siècle) dans Le livre des plats et des assaisonnements ne permet pas de faire une sauce à base d'orge, il affirme que la recette n'a jamais été transmise hors du monde arabo-andalou .  

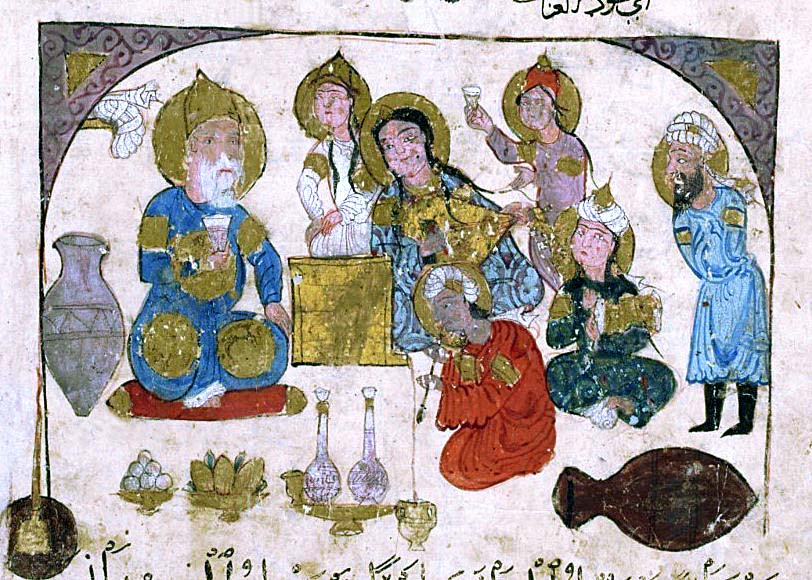
Condiments et boissons dans un repas arabo-andalou XIIIéme siècle

## Usages
Le condiment actuel le moins éloigné du murri est sans doute le miso rouge japonais, pâte de céréale fermentée, mais un miso qui serait fortement aromatisé .  

### Exciter l'appétit
Ibn Halsun (XIIIe siècle, écrivain  médecin andalou) donne sa vision de diététicien: «Le murrī est froid, sec au second degré. Il fait passer les mets indigestes et arrête la sécrétion du phlegme. Il excite l'appétit, échauffe le sang mais affaiblit la vue et favorise la gale. Le meilleur est le naqī’. On le consomme avec de la graisse et de l'huile». Al-murrī al-naqī‘ est une macération de farine, feuilles de figuier, blé, sel, eau et pain grillé (Ibn Baklāriš, al-Musta‘īn) . Il ajoute qu'on améliore le poisson avec du murrī et beaucoup d'huile, puis du miel.   

### Une saveur persistante et douce

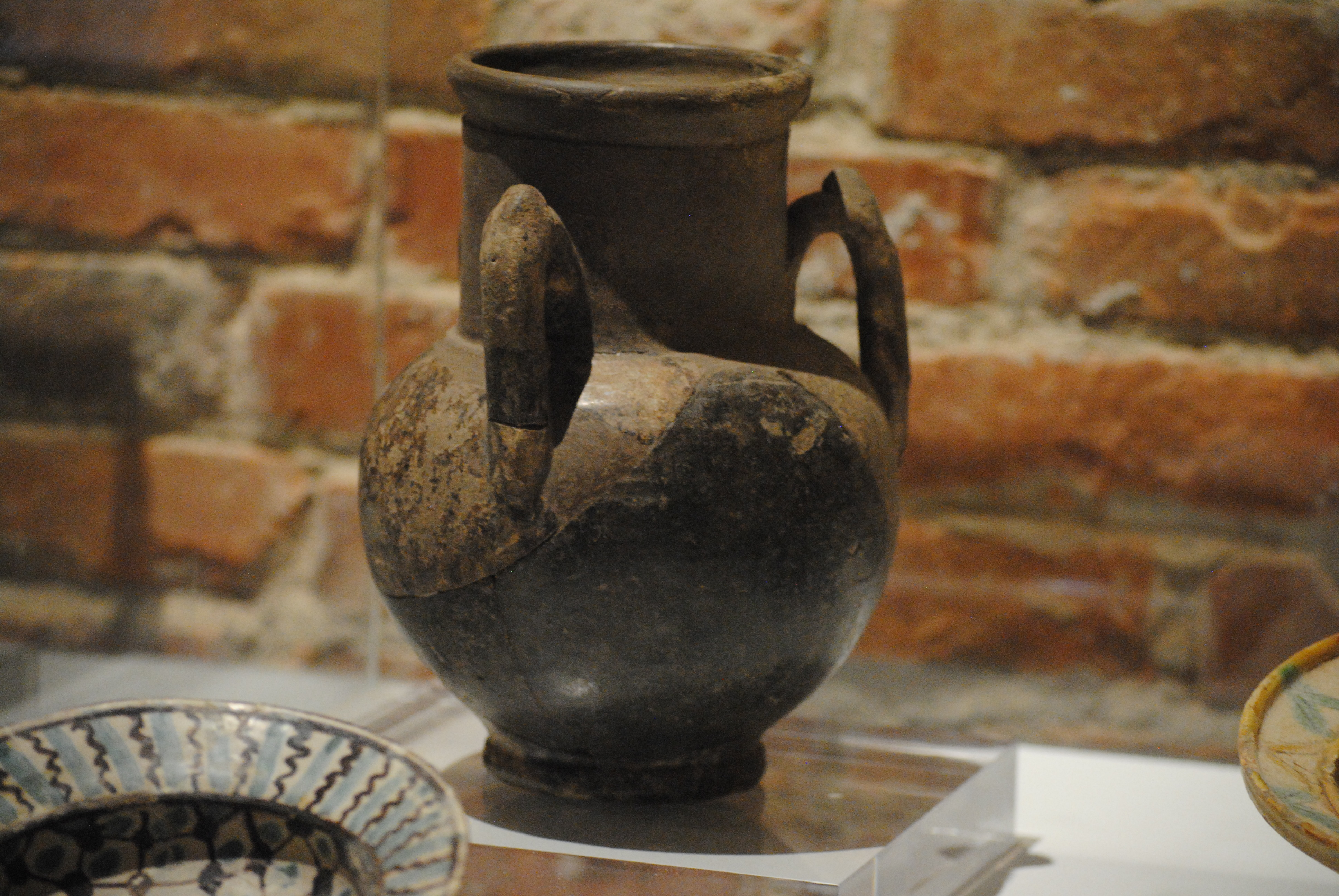
La cuisine d'Al-Andalus est mijotée et richement aromatisée

Les plats au murri étaient servis après les plats doux d'entrée, en même temps que les plats au vinaigre et les plats au miel. Le gout devait en être salé, mais pas trop car les recettes avec du murri comprennent aussi du sucre, aigre-doux et surtout aromatique, probablement une sorte d'umami. L'Anonyme andalou précise qu'il en faut «un tout petit peu» dans ses merguez, boulettes, croquettes, etc. Il est fréquemment associé à la cuisson des viandes mais aussi des aubergines, les épinards et des artichauts,.

### Plat de viande au murri (L198 de l'Anonyme andalou)
Plat de viande au murri.
«Mettre la viande dans la marmite avec des épices, un oignon pilé, de la coriandre en feuille, du sel. Verser 3 cuillères de murri, une de vinaigre, une d'huile d'olive. Donner une couleur, mouiller à l'eau et cuire à point. Servir aromatisé de poivre et cannelle de Ceylan. Le vinaigre n'est pas indispensable. Une garniture de pois chiches trempés dans un petit peu de rue est bienvenue, si Dieu le veut».